# Джордж Елиът
Джордж Елиът (на английски: George Eliot) е псевдоним на Мери Ан Евънс, английска писателка от XIX век, сред най-значимите романисти от Викторианската епоха.
Нейните романи се отличават с чувство за реализъм и психологическа дълбочина. Използва мъжки псевдоним, за да бъде спокойна, че книгите ѝ ще се вземат насериозно и няма да бъдат считани единствено за романтични истории. Има връзка с философа Джордж Хенри Луис.

## Биография
Мери Ан Евънс се ражда на 22 ноември 1819 г. в семейството на Робърт Евънс (1773-1849) и Кристиана Евънс (1788-1836). Появява се на бял свят в Южната ферма в имението Арбери Хол, собственост на благородническия род Нюдигейт. По това време Робърт Евънс е управител на имението. Той има две деца от предишния си брак – Робърт (1802-1864) и Фани (1805-1882). През 20-те години на 19 век семейството се мести в къщата Гриф, намираща се между Нънийтън и Ковънтри. Робърт и Кристиана имат още две деца – Кристиана, наричана Криси (1814-1859), и Айзък (1816-1890), както и двама близнаци, които умират няколко дена след раждането си през март 1821 година.
Младата Евънс разполага с достъп до библиотеката на Арбери Хол благодарение на влиятелната позиция на баща ѝ. Според някои изследователи, творбите ѝ носят духа на древногръцките трагедии. Друг важен фактор за развитието на бъдещата писателка е религията. Възпитана е в англиканска среда, но по това време в Мидландс броят на английските дисиденти (привържениците на протестантството) се увеличава. Учи в училища в Атлибро, Нънийтън и Ковънтри. В Нънийтън е обучавана от евангелистката Мария Луис, а в Ковънтри е под опеката на баптистки сестри.
През 1836 г. майката на Евънс умира и Мери Ан се връща вкъщи, за да помага при домакинските задължения. Когато навършва 21 години, Айзък се жени, и Мери Ан и баща ѝ се местят във Фоулсхил близо до Ковънтри. Местното общество в Ковънтри оказва силно влияние върху Мери Ан, която се запознава с религиозно-либерални хора като Робърт Оуен, Хърбърт Спенсър, Хариет Мартино и Ралф Уолдо Емерсън. Евънс открива творчеството на либерални теолози и писатели като Давид Щраус и Лудвиг Фойербах, които подлагат на съмнение достоверността на библейските разкази. Нейното първо литературно произведение е преводът на английски на „Животът на Исус“ (1846) на Щраус.
Когато разбира, че тя е изгубила вяра в религията, баща ѝ я заплашва с изгонване от къщата. Евънс продължава да ходи в местната църква и да върши домакинска работа до смъртта на Робърт през 1849 г. През 1851 г. се запознава с философа Джордж Хенри Луис и през 1854 година решават да живеят заедно. Луис е женен за Агнис Джървис, но бракът им е отворен, т.е. те имат предварително съгласие да имат извънбрачни връзки. През юли 1854 г. Евънс и Луис пътуват до Ваймар и Берлин, за да провеждат изследователска дейност. Преди пътуването до Германия Евънс продължава да се занимава с теология. Тя превежда „Същността на християнството“ от Фойербах, а докато е в чужбина пише есета и работи върху превода на „Етика“ от Барух Спиноза, който завършва през 1856 г.
Първият ѝ роман, „Адам Бийд“, е публикуван през 1859 година и пожънва голям успех. Евънс вече използва псевдонима Джордж Елиът, с който става известна. Въпреки че разкрива самоличността си на жена, имаща връзка с женен мъж, това не оказва особено влияние върху популярността на книгите ѝ. Елиът продължава да пише романи през следващите 15 години.
Последният ѝ роман е „Даниел Деронда“, който излиза през 1876 г. След това тя и Луис се местят в село Уитли в Съри, намиращо се в Югоизточна Англия. Здравето на Луис обаче е силно влошено и той умира на 30 ноември 1878 г. Елиът прекарва следващите две години в редактиране на „Живот и ум“, последното произведение на Луис. Тя намира утеха при Джон Уолтър Крос, американски банкер, чиято майка също е починала.
На 16 май 1880 г. Джордж Елиът предизвиква полемика още веднъж, този път като се жени за повече от 20 години по-младия от нея Крос, и сменя името си на Мери Ан Крос. Законният брак се харесва на брат ѝ Айзък, който ѝ изпраща поздравления за женитбата. Той скъсва отношенията си с нея, когато тя започва да живее с Луис. Джон Крос е сравнително нестабилна личност и изглежда пада или скача от хотелския им балкон във Венеция по време на медения им месец. Оцелява като по чудо и двамата се връщат в Англия. Двойката се мести в нова къща в Челси в Лондон, но Елиът се разболява от инфекция на гърлото. Това, комбинирано с бъбречната ѝ болест, води до нейната смърт на 22 декември 1880 г. Елиът е на 61 години.

## Произведения

### Романи
- Adam Bede, 1859
„Адам Бийд“. Превод от английски Весела Кацарова. София: Колибри, 2015, 720 с.
- The Mill on the Floss, 1860
„Воденицата на река Флос“. Превод от английски Илияна Сараулева. София: Народна култура, 1987, 426 с.
- Silas Marner, 1861
- Romola, 1863
- Felix Holt, the Radical, 1866
- Middlemarch, 1871–72
„Мидълмарч“. Превод от английски Весела Кацарова. София: Колибри, 2012, 880 с.
- Daniel Deronda, 1876

### Поезия
Някои нейни поеми:
- The Spanish Gypsy, 1868
- Agatha, 1869
- Armgart, 1871
- Stradivarius, 1873
- The Legend of Jubal, 1874
- Arion, 1874

- A Minor Prophet, 1874
- A College Breakfast Party, 1879
- The Death of Moses, 1879
- From a London Drawing Room
- Count That Day Lost
- I Grant You Ample Leave